# レオポルト・クレメンス・フォン・ザクセン＝コーブルク・ウント・ゴータ
レオポルト・クレメンス・フォン・ザクセン＝コーブルク・ウント・ゴータ（ドイツ語: Leopold Clemens von Sachsen-Coburg und Gotha, 1878年7月19日 - 1916年4月27日）は、オーストリア＝ハンガリー（二重帝国）の貴族、士官。ザクセン＝コーブルク公爵家のカトリック系分家コハーリ侯爵家の世継ぎ公子だった。

## 生涯
ザクセン＝コーブルク＝ゴータ公子フィリップと、その妻でベルギー王レオポルド2世の娘であるルイーズの間の第1子長男。洗礼名は、レオポルト・クレメンス・フィリップ・アウグスト・マリア（Leopold Clemens Philipp August Maria）。父はハンガリーで最も富裕な地主貴族の1人だった。母の妹シュテファニーはオーストリア皇太子ルドルフの妃であり、一家はオーストリア帝室と強い縁故を持っていた。二重帝国陸軍に仕官し、第9驃騎兵連隊所属の少尉に任官。後に大尉まで昇進した。
1913年にある慈善バザーに出席した際、宮廷顧問官の称号を持つウィーン市警幹部の娘カミラ・リビツカ（Camilla Rybicka）と知り合う。リビツカは当時20代前半で、上流階級に属してはいるが平民の娘に過ぎなかった。2人は恋愛関係になり、二重帝国領を巡る長期旅行ののち、ウィーン市内のアパートの1室で同棲生活を始めた。リビツカの要求はだんだんとエスカレートし、レオポルトの愛人ではなく正式な妻となることを望むようになった。1914年7月1日、パリに滞在していたレオポルトはリビツカに宛てた手紙の中で、6か月以内に彼女と結婚し、彼女を自分の財産の単独相続者に指名し、もし自分が死んだら彼女に200万クローネを贈与するよう父親に頼む、という内容の約束をしている。第1次世界大戦が始まり、レオポルトが戦線に召喚されると、リビツカは戦地に行く前に自分と結婚するよう求めるようになった。レオポルトは、父フィリップがリビツカとの結婚を許可しないこと、もし結婚すれば相続権を剥奪するつもりであることを承知しており、求婚を拒絶した。
レオポルトに対する婚姻要求が通らないことを悟ったリビツカは、レオポルトに400万クローネの慰謝料を請求した。1915年10月17日、レオポルトは関係解消と手切れ金の支払いのため、ウィーン市内に借りていた自分のフラットにリビツカを呼び出した。現れたリビツカはレオポルトに至近距離で拳銃を5発発砲し、さらに彼の顔面に向けて硫酸入りのビンを投げつけるアシッドアタックを行った。そして最後に拳銃の最後の1発で自身の心臓を打ち抜いて絶命した。近隣住民はレオポルトの苦悶の叫びを聞いたと証言している。通報で到着した警察は、半裸のリビツカの死体がベッドの脇に倒れて込んでいるのと、床の上で叫び声を上げ続けているレオポルトをも目撃した。リビツカの遺体は1915年12月にイェーナで火葬された。
レオポルトは硫酸で受けた大やけどで眼球1個と顔の皮膚の大部分を失い、後遺症に苦しみながら、事件の半年後に亡くなった。遺体は一族の墓所であるコーブルクの聖アウグスティン教会に安置された。
父フィリップは一人息子を失ったため、甥孫の1人フィリップ・ヨシアスを養子に迎え、資産を継がせた。